# 586
Cette page concerne l'année 586  du calendrier julien. Pour l'année 586 av. J.-C., voir 586 av. J.-C.
L'année 586 est une année commune qui commence un mardi.

## Événements
- 14 avril : l’évêque de Rouen Prétextat est assassiné sur ordre de Frédégonde[1].
- Avril/mai[2] : début du règne de Récarède Ier, roi des Wisigoths (fin en 601).
- Printemps : les Perses renouent les pourparlers de paix avec les Byzantins. Victoire du général byzantin Philippicus sur les Perses dirigés par Kardarigan à la bataille de Solachon près de Dara[3].
- Été : campagne de Philippicus contre les Perses en Arzanène ; échec du siège de Chlomaron[3].
- 22 septembre : siège de Thessalonique par les Avars et les Slaves (ou en 597)[4].
- Automne : le général byzantin Heraclius l'Ancien ravage les territoires perses au-delà du Tigre[3].

- Bertram devient évêque du Mans[5] (fin en 625).
- Une épidémie fait de nombreux morts à Constantinople ; il pourrait s'agir de la peste[6].

## Naissances en 586
- Selyf Sarffgadau, roi de Powys.

## Décès en 586
- 13 avril/8 mai : Léovigild, roi des Wisigoths[2] à Tolède en Espagne.
- 14 avril (ou le 25 février) : Prétextat de Rouen.